# 池田憲治
池田 憲治（いけだ けんじ、1961年〈昭和36年〉11月26日 - ）は、日本の自治・総務官僚。第15代宮内庁次長。

## 来歴
長野県長野高等学校32期生。1984年（昭和59年）3月、東京大学法学部を卒業。同年4月、自治省に入省する。
自治省入省後、自治省行政局振興課課長補佐、自治省行政局振興課理事官、総務省自治財政局財政課財政企画官、総務省大臣官房審議官（財政制度・財務担当）、総務省大臣官房地域力創造審議官などを歴任。途中、労働省、宮城県庁、高知県庁、宮内庁、自治体国際化協会、全国市町村研修財団などに出向し、労働省労働局労働法規課長補佐、宮城県総務部財政課長、高知県文化環境部長、高知県総務部長、宮内庁長官官房参事官、宮内庁侍従、自治体国際化協会審議役、自治体国際化協会シドニー事務所長、自治体国際化協会事務局長、全国市町村研修財団全国市町村国際文化研修所学長などを務めた。
2019年（令和元年）12月17日、宮内庁次長に就任。2023年（令和5年）12月19日、退任。

## 年表
- 1993年（平成5年）4月 - 労働省労働局労働法規課長補佐[1]
- 1995年（平成7年）4月 - 宮城県総務部財政課長[1]
- 1997年（平成9年）4月 - 自治省行政局振興課課長補佐[1]
- 1999年（平成11年）
  - 1月 - 自治省行政局振興課理事官[1]
  - 4月 - 高知県文化環境部長[1]
- 2001年（平成13年）4月 - 高知県総務部長[1]
- 2003年（平成15年）4月 - 宮内庁長官官房参事官[1]
- 2005年（平成17年）12月 - 宮内庁長官官房参事官、（併）内閣官房皇室典範改正準備室参事官[1]
- 2006年（平成18年）7月 - 総務省自治財政局財政課財政企画官、（併）総務省大臣官房参事官[1]
- 2007年（平成19年）
  - 6月 - 自治体国際化協会審議役[1]
  - 7月 - 自治体国際化協会シドニー事務所長[1]
- 2010年（平成22年）8月 - 自治体国際化協会事務局長[1]
- 2011年（平成23年）
  - 7月 - 宮内庁長官官房付[1]
  - 8月 - 宮内庁侍従[1]
- 2015年（平成27年）8月 - 総務省大臣官房付、（併）内閣官房内閣審議官（内閣官房副長官付）、（併）内閣府大臣官房審議官、内閣府本府道州制特区担当室長、（併）内閣府本府地方分権改革推進室次長[1]
- 2016年（平成28年）8月 - 総務省大臣官房審議官（財政制度・財務担当）、（併）スポーツ庁付、（命）スポーツ庁政策課新国立競技場見直し検討室室員[1]
- 2017年（平成29年）7月 - 総務省大臣官房地域力創造審議官、（併）内閣官房副長官補付、（命）内閣官房歴史的資源を活用した観光まちづくり連携推進室審議官、（命）内閣官房「明治150年」関連施策推進室次長[1]
- 2018年（平成30年）7月 - 全国市町村研修財団全国市町村国際文化研修所学長[1]
- 2019年（令和元年）
  - 7月 - 総務省大臣官房付[1]
  - 7月 - 辞職[1]
  - 12月 - 宮内庁次長[3]
- 2023年（令和5年）12月 - 退任[4]

## 私生活
- 趣味は旅行と映画鑑賞[2]。自治体国際化協会シドニー事務所長在任時にはオーストラリア国内やニュージーランドの各地を旅行した[2]。